# Teatro Valdoca
Teatro Valdoca è una compagnia teatrale italiana fondata a Cesena nel 1983 da Cesare Ronconi e Mariangela Gualtieri.
Negli anni ottanta e anni novanta del XX secolo si attesta come una tra le realtà più innovative del teatro di ricerca italiano. Nella stagione 1984/85, nell'ambito del Premio Ubu, lo spettacolo Le radici dell'amore riceve la "segnalazione per la ricerca sperimentale". Gli spettacoli successivi riscuotono numerosi apprezzamenti e critiche, portando la compagnia ad emergere nel panorama della sperimentazione teatrale italiana.

## Teatro
- Le giovani parole (2013)
- Ora non hai più paura - Seconda parte della Trilogia della gioia (2013)
- CAGE'S PARADE (2012)
- O TU REALE SCONTROSA FELICITÀ (2012)
- Per voce e ombra (2011)
- La morte di Virgilio Chant après chant (2011)
- VOX FEMINAE Sibilla, Diotima, Alcesti, Pentesilea (2011)
- Bello mondo (2011)
- Il buio era me stesso (2011)
- Caino (2011)
- Mantenere il passo conquistato (2010)
- Mariangela Gualtieri legge Alda Merini (2010)
- Dal paese dei rami, rito sonoro per voce e ensemble (2010)
- Bestia di gioia (2010)
- Nel silenzio dei fiori e Notte Trasfigurata (2010)
- Nel silenzio dei fiori (2010)
- Un niente più grande (2009)
- Lo spazio della quiete (Riscrittura dello spettacolo del 1983) (2009)
- Con lieve mani (2008)
- A memoria, dunque a memoria ci siamo tutti (2008)
- Notte trasfigurata (2008)
- I 25 anni del Teatro Valdoca. Mostra antologica (2008)
- Sacrificale suono+vuoto+eco - Parte seconda-terza: vuoto - eco (2008)
- Sacrificale suono+vuoto+eco - Parte prima: suono (2008)
- Portar bene (2008)
- Acqua rotta (2008)
- Festa Fiera Valdoca (2008)
- Paesaggio con voce sola (2008)
- Tre visioni leggere (2007)
- Lato selvatico: Tane+rifugi+nidi (2007)
- CONSEGNA Handing Over (2007)
- Senza polvere senza peso (2007)
- Misterioso concerto trio (2006)
- Canto animale (2006)
- Misterioso concerto duo (2006)
- PAESAGGIO CON FRATELLO ROTTO trilogia - 1) Fango che diventa luce 2) Canto di ferro 3) A chi esita (2004)
- Fare Ponte (la musica del diavolo) (2003)
- Imparare è anche bruciare (2003)
- NON splendore rock (2002)
- Senza polvere senza peso (2002)
- Predica ai Pesci (2001)
- Attraversare Decisi il Fiume (2001)
- Sue lame suo miele (2001)
- Chioma (2000)
- Corone (2000)
- Parsifal (1999)
- Parsifal Piccolo (1998)
- Per il pianto degli angeli (1998)
- Nei leoni e nei lupi (1997)
- Cattura del soffio (1996)
- Sue Dimore (1996)
- Ero bellissimo, avevo le ali (1996)
- Parole Porte Parole Ali (1996)
- Lengua Cavala (1996)
- Fuoco Centrale (1995)
- Ossicine (1994)
- Antenata atto terzo - Enigma (1993)
- Antenata atto secondo - Tornare al cuore (1992)
- Antenata atto primo - Sigillo alle madri (1991)
- Riassunto del Paradiso (1989)
- Canti dall'esilio d'occidente (1988)
- Cantos (1988)
- Otello e le Nuvole (1987)
- Ruvido Umano (1986)
- Gladiatores (1986)
- Atlante dei misteri dolorosi (1986)
- Ghetzemane (1985)
- Le Radici dell'Amore (1984)
- Rebus (1983)
- Lo Spazio della Quiete (1983)